# Группа F/64
Школа 64 имени Кинера (англ. Group f/64) — фотографическое объединение, главной идеей которого было стремление к абсолютно четкому изображению по всему полю снимка в противоположность мягкости и расфокусу доминировавшего до этого пикториализма. В качестве названия — F/64 — было использовано крайнее на тот момент значение диафрагмы, позволяющее сделать максимально чёткий снимок. Основано в 1932 году в Сан-Франциско. Группа просуществовала три года и распалась в 1935 году. Несмотря на относительно краткое существование, ее деятельность является ключевым эпизодом в истории фотографии и оказала значительное влияние на ее последующее развитие.

## Общая характеристика
Программа группы F/64 заключалась в акцентировании подлинности фотографического изображения, исключая какие-либо манипуляции и подражание традиционным изобразительным искусствам. Деятельность группы была связана с использованием натуралистических, документальных и модернистских форм в фотографии. Ее художественный метод был ориентирован на развитие прямой фотографии, поддержку стратегии документальной съемки и на формирование актуальных художественных стратегий, связанных с идеями модернизма. Деятельность группы рассматривают в рамках движения Нового ви́дения — последовательного обращения фотографии к новым экспериментальным формам.
В отличие от пикториализма, который был основным фотографическим течением на протяжении второй половины XIX и в начале XX века и который отдавал предпочтение размытому изображению, программа F/64 настаивала на преимуществе четкого кадра. Группа обозначила новую художественную форму, построенную на документальной достоверности и принципиальной четкости изображения. Представители F/64 развивали программу, связанную с доскональным знанием фотографической техники. Они исходили из принципиальной важности фотографической резкости, которую считали формой выражения документальной и художественной правды.
Ключевой момент художественной программы F/64 — создание чёткого по всему полю изображения, которое представители объединения считали признаком изобразительной и жизненной подлинности. Особенность деятельности группы — объединение изобразительного метода, технических приемов и документальной программы. Специфика этой системы — использование изобразительного метода как идеологической платформы. Реалистическое сфокусированное изображение как таковое считалось формой социальной критики Искусствовед Екатерина Васильева обращает внимание, что «резкий фокус был декларацией идеологических и политических убеждений: от противостояния мещанскому пикториализму до представления о том, что реалистический кадр является носителем последовательной гуманистической программы и средством социальной критики»& Некоторые представители движения были участниками марксистских кружков — например, Эдвард Вестон был участником «Клуба Джона Рида» — группы, созданной для поддержки писателей и художников марксистского толка. Это было одной из причин, по которой в 1930-е годы деятельность группы вызывала подозрение в США, а подчёркнуто чёткая (и реалистическая) фотография в целом считалась выражением социалистических идей.

## Основная идея и Манифест
Основная идея группы — стремление к достоверному изображению объектов, представление предметов в их натуралистических формах и документальное отображение мира. Представители F/64 полагали, что эта задача может быть реализована в предельно сфокусированном кадре. Эти, по сути, идеологические и прагматические задачи, стали платформой новой эстетики кадра. Новая изобразительная и техническая программа были положены в основу системы, где документальное видение приобрело художественный статус.
В 1932 году, к открытию выставки в Музее де Янга в Сан-Франциско, был написан манифест группы. В частности, в манифесте говорилось, что участники движения «определяют фотографию формой искусства простым и прямым представлением с помощью чисто фотографических методов». Отмечалось, что группа демонстрирует произведения, которые поддерживают стандарт «чистой фотографии» — кадров, которые не используют идеи, техники или методы других видов искусств. «Участники группы F/64 считают, что фотография, как форма искусства, должна развиваться в направлении, которое задано условиями и ограничениями фотографической среды». Одновременно с этим подчеркивалось, что среди фотографов, чей стиль не совпадает с методом F/64, есть много выдающихся мастеров — высказывалась мысль о создании единого форума современной фотографии.

## Историческая справка

### Создание и начало
Группа F/64 была основана в 1932 году в Сан-Франциско как объединение калифорнийских фотографов. Она сформировалась на волне противостояния фотографической школе восточного побережья и традиции пикториализма и способствовала формированию фотографической школы западного побережья США. Группа была основана фотографами Уиллардом Ван Дайком и Анселем Адамсом с целью распространения новых изобразительных принципов. Ван Дайк был учеником Эдварда Вестона и в своей новой технической и эстетической программе использовал его художественные идеи и методы. В самом начале 1930-х годов Ван Дайк открыл в Окленде домашнюю галерею 683 — как продолжение и противовес нью-йоркской галерее 291 («Маленькие галереи»), созданной в начале XX века Альфредом Стиглицем. На этих домашних выставках сформировался круг фотографов, который составил основу группы F/64.

### Выставка в Сан-Франциско и расцвет движения
В 1931 году состоялась выставка Вестона в Музее де Янга в Сан-Франциско. Фотографы, собравшиеся после открытия этой экспозиции в галерее 683, основанной Ван Дайком, приняли решение об организации совместных выставок и совместных проектов. В 1932 году они открыли выставку в том же Музее де Янга — она считается первым заметным мероприятием F/64. Всего на выставке было выставлено 80 фотографий. Также был создан манифест группы, который был размещен на той же выставке.
В состав нового объединения вошли Ансель Адамс, Имоджен Каннингем, Вилард Ван Дайк, Эдвард Вестон, Джон Пол Эдвардс, Соня Носковик и Генри Свифт. Несколько позже к движению присоединились Престон Холдер, Консуэло Канага, Альма Лэвенсон и Бретт Вестон. При этом, далеко не все фотографы считали себя участниками F/64. Классический состав группы принято связывать с именами первых семи участников. В последующие годы выставки этого объединения проходили в Лос Анджелесе, Сиэтле, Портленде и Орегоне.
В 1933 году в журнале Camera Craft Ансель Адамс писал: «Моя концепция группы F/64 такова: это организация серьезных фотографов без формального ритуала вступления или регистрации, без каких-либо ограничений художественных тайных обществ, салонов, клубов или клик … Группа была сформирована как выражение нашего желания определить тенденцию фотографии… Наша идея заключается не в том, чтобы налагать жесткие ограничения школы, … а чтобы указать, что мы считаем разумными условием прямой фотографии».
Близкие к F/64 идеи высказывал Пол Странд, который в 1923 году выступил с концепцией прямой фотографии и критикой пикториализма. Пытаясь сформулировать принципы новой фотографии, он говорил о важности документальной и критической основы кадра, которая, по его мнению, должна быть связана с максимально резким изображением. Несмотря на то, что Странд никогда не был участником F/64, он излагал идеи, которые непосредственно предвосхищают появление группы.

### Завершение движения
После 1934 года, на фоне развивающейся Великой Депрессии участники группы столкнулись с критикой изобразительных и документальных амбиций фотографии. Дискуссии возникли и внутри самого движения — их предметом стал художественный, натуралистический и прикладной статус фотографии. Поводом для разногласий была миссия фотографии в тяжелых экономических условиях Великой Депрессии и значение фотографии как таковой. В итоге, несколько участников F/64 покинули Сан-Франциско. Среди них — Эдвард Вестон и Уиллард Ван Дайк, которые формировали идеологический костяк группы. Считается, что в 1935 году группа прекратила свое существование. Идеи и методы, сформулированные представителями F/64, получили широкое распространение в последующие годы и легли в основу принципов современной фотографии.
Наиболее полная коллекция негативов и отпечатков группы в настоящий момент хранится в Центре Креативной Фотографии Аризонского Университета (Тусон) и в Музее современного искусства в Сан-Франциско (SFMOMA).

## Группа F/64 и традиция пикториализма
Неоднозначной темой остается вопрос отношения группы к пикториальной программе. Новое художественное объединение возникло на волне сопротивления пикториализму. Участники F/64 не только настаивали на создании предельно сфокусированного кадра, не похожего на размытое пикториальное изображение, но и полагали, что фотография в принципе не должна использовать идеи, темы и методы других видов искусств — в частности, живописи и графики. «В то же время, произведения „пикториалистов“ обнаруживают преданность принципам искусства, которые непосредственно связаны с живописью и графикой», — отмечалось в Манифесте группы. Многие начинания были предприняты как противовес действиям пикториалистов. Например, открытие галереи 683 было предпринято Уилардом Ван Дайком как очевидная антитеза галерее 291, основанной Альфредом Стиглицем в начале XX века в Нью-Йорке. Также как галерея 291, названная по номеру дома (Пятая авеню, 291), галерея 683 использовала в своем названии адрес, в котором располагалась. В своей работе «Фотография — не пикториальное», опубликованной в 1930 году, Эдвард Вестон отмечает, что пикториальная фотография кажется ему жалкой имитацией плохого искусства.
В то же время, F/64 продолжили многие начинания, предложенные пикториальными фотографами. Группа считала фотографию художественной системой и рассматривала ее формой искусства. «Хотя Уэстон (как и Стренд), утверждал, что ему безразлично, является ли фотография искусством, в его требованиях к фотографии угадываются все романтические представления о фотографе как о художнике», — замечала Сьюзен Зонтаг. В преемственности и противоречиях F/64 и пикториализма важно, что многие фотографы, входившие в состав F/64 или связанные с ней идеологически (например, Ансель Адамс, Имоджен Каннингем и Эдвард Вестон), начинали свою деятельность как фотографы-пикториалисты. Несмотря на стилистические несовпадения, и пикториалисты, и представители группы F/64 рассматривали фотографию как художественный материал, стремясь обозначить ее как вид искусства. И пикториализм, и группа F/64 настаивали на художественной ценности фотографии.

## Группа F/64 и документальная фотография
Деятельность F/64 часто рассматривают как манифест документальной фотографии. Стремление к чёткому кадру представляют как выражение «подлинности» и «достоверности». Действительно, одним из пунктов программы группы было максимально точное непосредственное отображение мира. Чёткий кадр воспринимался публикой и фотографическим сообществом как источник, лишенный дополнительных манипуляций — такой метод казался выражением непосредственного ви́дения. Эта позиция имела этический оттенок: сфокусированная фотография казалась бескомпромиссной и более «честной» — в отличие от «приукрашенного» размытого кадра.
Тем не менее, многие исследователи обращали внимание на то, что резкий фокус также следует рассматривать как визуальный прием. Как и в случае с пикториальной фотографией, где размытый кадр был частью художественной программы, отчетливый, резкофокусный отпечаток был частью изобразительной системы. Метод группы развивался на фоне интереса к сфокусированной и новой фотографии в фотографической среде. В этом смысле, F/64 была квинтэссенцией актуальных художественных идей своего времени. Тем не менее, в подчёркнуто резкой манере пытались снимать многие мастера. Среди них — Пол Странд. Деятельность F/64 инициировала стремление к достоверности, натурализму и подлинности, которые с этого момента можно считать неотъемлемой частью смысловой программы фотографии. На это, в частности, в своей книге «О фотографии» обращала внимание Сьюзен Зонтаг.

## Группа F/64 и концепция «чистой фотографии»
Представители группы F/64 обозначили принцип «чистой фотографии» и развивали его. Концепция «чистой фотографии» возникла в манифесте 1932 года — она предполагала отношение к технологии создания кадра как к самоценному процессу. Понятие подразумевало интерес к технической стороне съемки и рассматривало снимок как автономную ценность. «Чистая фотография может быть определена как обладающая только теми техниками, композициями или идеями, которые не заимствованы из других видов искусств» — отмечалось в манифесте.
Одновременно, идея чистой фотографии предполагала восприятие любого объекта абстрактной формой. Примером этого метода можно рассматривать снимки Анселя Адамса и Эдварда Вестона. Ландшафтные виды Адамса и предметная съемка Вестона предполагали отношение к предмету как к абстрактному элементу. Основное значение в «чистой фотографии» приобретала не функция предмета, а его визуальные качества. Стремление к абстракции и авангардной форме сближало концепцию «чистой фотографии» с системой модернизма. Фотографии аналогичного типа создавались такими мастерами как Альберт Ренгер-Патч, Ласло Мохой-Надь и Пол Странд.

## Группа F/64: проблема модернизма
Принадлежность F/64 модернистской традиции — одна из проблем, которая обсуждается в связи с деятельностью и программой группы. С одной стороны, ее представители настаивали на создании изображений документального и натуралистического толка, что связывало их работы с традицией реалистической живописи. Несмотря на то, что F/64 отрицали (по крайней мере, на уровне заявления) необходимость соединения фотографии и живописной системы, стремление к документальному, предметному, натуралистическому, а в некоторых случаях — социально значимому находило свои параллели в традиции европейского реализма.
С другой стороны, принципиально важным для F/64 было новое визуальное качество изображения. Группа F/64 предлагала и развивала новую изобразительную программу, ориентированную на современное чувство формы и стиля — это позволяет рассматривать деятельность F/64 как новую художественную идеологию, соответствующую концепции модернизма. Сьюзен Зонтаг замечала: «Абстрагирующий взгляд — особенно эффектно представленный в некоторых работах Стренда, Эдварда Уэстона и Майнора Уайта… стал возможен только благодаря открытиям художников и скульпторов-модернистов». Несмотря на реалистическую основу группа развивала новую изобразительную программу, пыталась создать новую концептуальную визуальную систему. В основе деятельности F/64 — концепт нового видения. Группа развивала универсальные на тот момент идеи новой фотографии. Сходные методы, построенные на использовании контрастного изображения, можно обнаружить в системе важнейших художественных направлений модернистского толка: метафизической живописи, сюрреализме, деятельности Баухауса, новой вещественности, магическом реализме.

## Группа F/64 и ее значение
Практически сразу деятельность F/64 была воспринята как важный художественный прецедент и вектор. Реалистическая манера была важным изобразительным и идеологическим ориентиром для подавляющего большинства реалистических, документальных и натуралистических течений в фотографии XX века. В частности, снимки F/64 стали примером для мастеров Фотодепартамента Администрации по Защите Фермерских хозяйств: Уолкера Эванса, Доротеи Ланж и Артура Ротштайна.
Деятельность группы заметно повлияла на развитие документальной идеи в фотографии в целом. Работы многих мастеров второй половины XX века были связаны с концепцией прямого кадра и документального изображения, — даже в тех случаях, когда фотографический стиль не был идентичен приемам F/64. В качестве примера можно привести работы таких фотографов как Роберт Франк, Гарри Виногранд, Диана Арбус и др.
Кроме того, F/64 укрепили положение фотографии как художественной системы. Фотографы группы обозначили, что кадр, обладающий статусом художественного произведения, не обязательно должен следовать стереотипам живописного произведения или пикториальной программе. Снимки F/64 продемонстрировали, что сохранение художественного стандарта кадра может быть безусловным в документальном и детализированном изображении. Группа развивала фотографию как художественную систему и форму искусства. F/64 укрепила значение фотографии как художественного явления. Некоторые приемы и принципы фотографического ви́дения, инициированные группой F/64 были использованы в рамках Дюссельдорфской школы фотографии

## Энсел Адамс: виды Национальных парков
Фотографии Национальных парков США, созданные Энселом Адамсом в период с 1933 по 1943 годы считаются классическим примером работ группы F/64. Серия была выполнена в тот момент, когда объединение, фактически, прекратило свое существование. «Национальные парки» реализуют основные принципы группы: резкий фокус, интерес к «чистой фотографии», документальную основу кадра и отчасти — представление физического предмета как абстрактной формы.
- Ансель Адамс. Национальный парк Глейшер, Монтана. 1933 - 1942.
- Ансель Адамс. Национальный парк Гранд-титон, Вайоминг. 1933 - 1942.
- Ансель Адамс. Национальный парк «Кингс Ривер», Калифорния. 1936.
- Ансель Адамс. Национальный парк «Кингс Ривер», Калифорния. 1936.
- Ансель Адамс. Национальный парк «Кингс Ривер», Калифорния. 1936.
- Ансель Адамс. Йеллоустонский национальный парк. 1941.
- Ансель Адамс. Национальный парк Роки-Маунтин, Колорадо. 1941.

## Участники группы
- Ансель Адамс
- Эдвард Вестон
- Уиллард Ван Дайк
- Имоджен Каннингем
- Соня Носковик
- Генри Свифт
- Джон Пол Эдвардс

- Бретт Вестон
- Консуэло Канага
- Альма Лэвенсон
- Престон Холдер

## Комментарии
1. ↑  Добиться достаточно большой глубины резкости особенно трудно на крупноформатных фотоаппаратах, доминировавших в те годы в профессиональной фотографии. Экстремальное для современной фототехники диафрагменное число f/64 тогда было вполне обычным на оправах объективов, и даже оно с трудом позволяло добиться одновременной резкости предметов на переднем и заднем планах снимка